# Бивио (Изернија)
Бивио је насеље у Италији у округу Изернија, региону Молизе.
Према процени из 2011. у насељу је живело 308 становника. Насеље се налази на надморској висини од 362 м.